# Diego de Muros (bispo de Ciudad Rodrigo)
Diego de Muros (também Diego de Moiras) (1405–1492) foi um prelado católico romano que serviu como bispo de Ciudad Rodrigo de 1487 a 1492 e bispo de Tui de 1472 a 1487. Foi um dos três bispos de Espanha com o mesmo nome que serviram contemporaneamente, sendo os outros Diego de Muros (bispo das Ilhas Canárias) e Diego de Muros (bispo de Oviedo).

## Biografia
Diego de Muros nasceu em Muros, Corunha, Espanha e foi ordenado sacerdote na Ordem da Bem-Aventurada Virgem Maria da Misericórdia. No dia 15 de junho de 1472, foi nomeado bispo de Tui durante o papado de Sisto IV. A 31 de janeiro de 1473, foi consagrado bispo em Roma, por Šimun Vosić, arcebispo de Bar, tendo Deodato Bocconi, bispo de Ajaccio, e Giovanni Andrea de Bussi, bispo de Aleria, servindo como co-consagradores. No dia 1 de junho de 1487, foi nomeado durante o papado de Inocêncio VIII como Bispo de Ciudad Rodrigo, onde serviu como bispo até à sua morte em 1492.